# Evangelina Santos Aláez
Evangelina Santos Aláez (Córdoba, 1963) es profesora titular de la Universidad de Granada, perteneciente al Departamento de Álgebra, realizando una labor de docencia en el máster en matemáticas y en los grados de informática y telecomunicaciones.
Perteneciente a la Real Sociedad Matemática Española y a la Sociedad Matemática THALES, de profesores de Matemáticas de Andalucía.
Es autora, junto con el profesor Luis Miguel Merino González, del libro Álgebra Lineal con Métodos Elementales.

## Biografía
Nace en Córdoba en 1963, licenciándose en matemática en la Universidad de Granada en 1985. Trabaja durante 3 años en la Facultad de Ciencias de la Universidad de Córdoba para volver posteriormente a Granada donde obtiene el doctorado y posteriormente una plaza como profesora titular del Departamento de Álgebra en 1995. Desde 2001 imparte docencia en la E.T.S. Ingeniería Informática y de Telecomunicaciones.